# Vem tar vem
Vem tar vem är ett TV-program som sändes på SVT åren 1990–1992 och 1993 på Kanal 5 (då kallad TV5 Nordic). Programledare var Barbro "Lill-Babs" Svensson. Idén till programmet kom från USA där formatet hette The Dating Game.
Programmet gick ut på att tre personer fick frågor av en person av det motsatta könet som satt bakom en vägg utom synhåll för de andra tre. Personen bakom väggen skulle därefter, med hjälp av de svar han eller hon fått, välja ut en partner. Dessa två vann sedan en gemensam resa.
Programmet spelades in på den legendariska teatern Folkan vid Östermalms torg i Stockholm. De senare avsnitten spelades in i en studio i Sickla, Nacka. Under våren 1991 spelades det in i Malmö.
TV3 gjorde 2006 ett nytt försök på samma tema, under namnet Fling, med Josefin Crafoord som programledare.